# 沃伯頓峰
沃伯頓峰（英語：Warburton Peak），是南極洲的山峰，位於南喬治亞群島，處於威爾森港東北面4.8公里，海拔高度1,090米，由英國研究隊測量，由英國海外領土管轄。